# Anja Štefan
Anja Štefan (* 2. April 1969 in Šempeter pri Gorici, SFRJ) ist eine slowenische Schriftstellerin, Lyrikerin und eine der wenigen professionellen Geschichtenerzähler Sloweniens.

## Leben und Werk
Štefan studierte Slowenistik, Anglistik (Diplom, 1994) und Folkloristik (Magistra, 1999) an der Philosophischen Fakultät der Universität Ljubljana. Ab 1993 veröffentlichte sie regelmäßig im legendären slowenischen Kindermagazin Ciciban und wurde dort auch redaktionelle Mitarbeiterin. Später arbeitete sie ebenfalls bei Cicido, dem Pendant für kleinere Kinder, mit.
Štefan schreibt Lyrik, Märchen und Rätsel, hauptsächlich für Kinder. Inspiration findet sie in slowenischen Volkserzählungen und Überlieferungen, die Štefan im Rahmen ihrer Zusammenarbeit mit dem Institut für Slowenische Ethnologie am Forschungszentrum der Slowenischen Akademie der Wissenschaften und Künste sammelt. Diese arrangiert oder überarbeitet sie für Kinder neu, darüber hinaus schreibt sie aber auch eigene Texte. Ihre Werke werden oft inszeniert und vertont. 1998 gründete sie das slowenische Storytelling-Festival und leitete es anschließend zwanzig Jahre lang. Štefan gilt als Pionierin auf dem Gebiet des Storytellings in Slowenien und kann auf über 1200 Auftritte in Slowenien und außerhalb zurückblicken. Außerdem widmet sie sich Projekten, in denen Musik und Erzählungen verbunden werden.
Sie tritt gelegentlich auch als Übersetzerin von Kinderbüchern ins Slowenische in Erscheinung und übersetzte Werke von James Joyce, Grigor Vitez und Michael Rosen.
Štefan lebt mit ihrer Familie in Cerknica.

## Preise und Auszeichnungen
Für Melje, melje mlinček ("Es mahlt, es mahlt, das Mühlchen") erhielt sie 2001 den Levstik-Preis. Zahlreiche weitere Nominierungen und Preise folgten, darunter 2007 und 2019 erneut der Levstik-Preis für Kotiček na koncu sveta ("Eine Ecke am Ende der Welt") und Drobtine iz mišje doline ("Krümel aus dem Mäusetal"). 2014 wurde Gugalnice za vse ("Eine Schaukel für alle") und 2018 Drobtinice iz mišje doline mit dem Qualitätssiegel für Kinder- und Jugendliteratur Zlata hruška (Goldene Birne) ausgezeichnet, für Drobtinice iz mišje doline erhielt sie im selben Jahr den Večernica-Preis. 2018 war sie für den Astrid Lindgren-Gedächtnis-Preis nominiert. 2022 erhielt sie den Preis der Prešerenstiftung und ist die erste Preisträgerin in der Geschichte des Preises, die sich ausschließlich mit Kinder- und Jugendliteratur beschäftigt.

## Werke (Auswahl)
- Čmrlj in piščalka ("Die Hummel und die Pfeife", Ljubljana, 1998)
- Melje, melje mlinček ("Es mahlt, es mahlt das Mühlchen",  Ljubljana, 1999)
- Lešniki, lešniki ("Haselnüsse, Haselnüsse", Ljubljana, 2000)
- Kotiček na koncu sveta ("Eine Ecke am Ende der Welt", Ljubljana, 2005)
- Sto ugank ("Hundert Rätsel", Ljubljana, 2006)
- Štiri črne mravljice ("Vier schwarze Ameisen", Ljubljana, 2007)
- Gugalnica za vse ("Eine Schaukel für alle", Ljubljana 2013)
- Še sto ugank ("Noch hundert Rätsel", Ljubljana, 2014)
- Svet je kakor ringaraja ("Die Welt ist wie ein Ringelreihen", 2015)
- Drobtine iz mišje doline (Ljubljana, 2017)
  - dt. Übersetzung: Tanze, tanze, kleine Maus. Frankfurt am Main: Moritz Verlag, 2023. Übersetzt von Metka Wakounig.
- Imam zelene čeveljčke ("Ich habe grüne Schühchen", Ljubljana, 2020)
- Zajčkova hišica (Ljubljana, 2020)
  - dt. Übersetzung: Ein Haus für Hase. Ziegelbrücke: Baeschlin, 2023. Übersetzt von Alexandra Natalie Zaleznik.
- Medved in klobuk ("Der Bär und der Hut", Ljubljana, 2021)

### Übersetzungen
- James Joyce: Maček in vrag (Ljubljana, 2007)
- Grigor Vitez: Antonton (Ljubljana, 2010)
- Michael Rosen: Lov na medveda (Ljubljana, 2015)